# 彼得羅巴甫利夫卡 (博霍杜希夫市鎮)

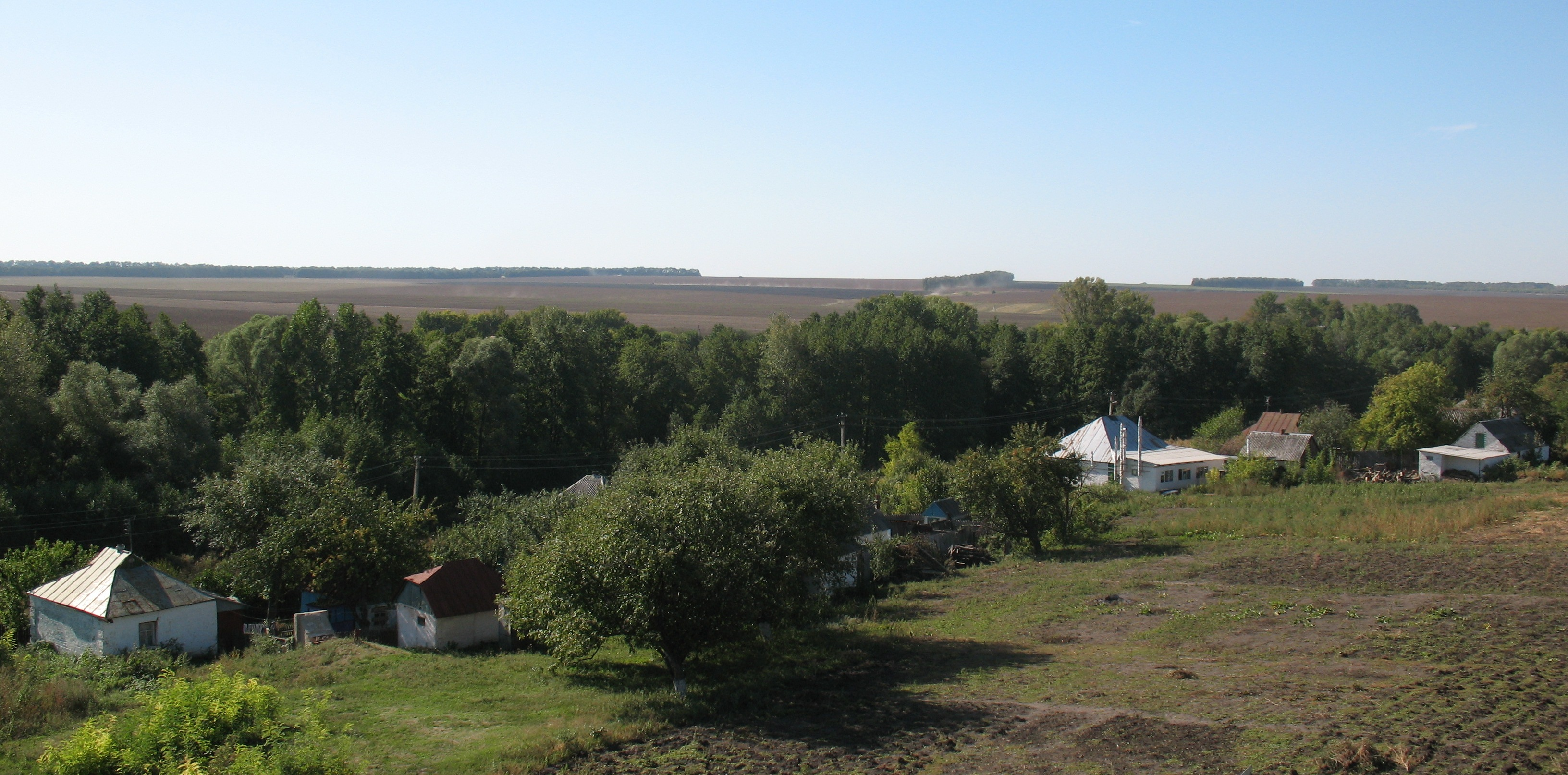

彼得罗巴甫利夫卡（烏克蘭語：Петропавлівка），是烏克蘭東部哈爾科夫州博霍杜希夫區博霍杜希夫市鎮内的村落。始建於1790年，面積1.78平方公里，海拔高度162米，2001年人口335，人口密度每平方公里188人。